# Louis de Bologne (évêque de Digne)
Pour les articles homonymes, voir Louis de Bologne et Bologne (homonymie).
Louis Capissuchi de Bologne, mort en février 1628, est un prélat franco-italien du XVIIe siècle qui fut évéque de Digne de 1615 à 1628.

## Origine familiale
Louis de Bologne est le fils de Rodolphe de Bologne et de Delphine Francon. Il est le frère d'Antoine et l'oncle de Raphaël de Bologne, évêques de Digne. Ils sont apparentés des cardinaux Gianroberto Capizucchi (1088), Roberto Capizucchi (1097), Pietro Capizucchi (1122), Gian Roberto Capizucchi (1126), Gianantonio Capizucchi (1555) et Raimondo Capizucchi, O.P. (1681).

## Biographie
Louis est aumônier du roi et prieur commendataire de  Sainte-Catherine de Val-des-Écoliers  à Paris. Il est  désigné comme coadjuteur avec future succession, du siège de Digne. À la mort d'Antoine en 1615/1616, il devient évêque de Digne. Louis se trouve à ce moment en Guyenne où il accompagne Louis XIII. Pendant le voyage, Louis de Bologne est atteint d'une paralysie. Louis de Bologne se fit alors ramener à Nogent[Lequel ?], chez son frère Jules, gouverneur de cette ville, et confie à ce dernier, l'administration du temporel de son évêché et de ses biens personnels. On lui laissa le titre d'évêque de Digne, mais on lui donne pour coadjuteur, son neveu Raphaël de Bologne. 

## Source
- La France pontificale (Gallia Christiana), Paris, s.d.